# Cadw
Cadw ("bewaren") is een Welshe overheidsorganisatie die als taak heeft om het materieel erfgoed van Wales te beschermen, te bewaren en te promoten. De volledige naam is Cadw: Welsh Historic Monuments.

## Geschiedenis

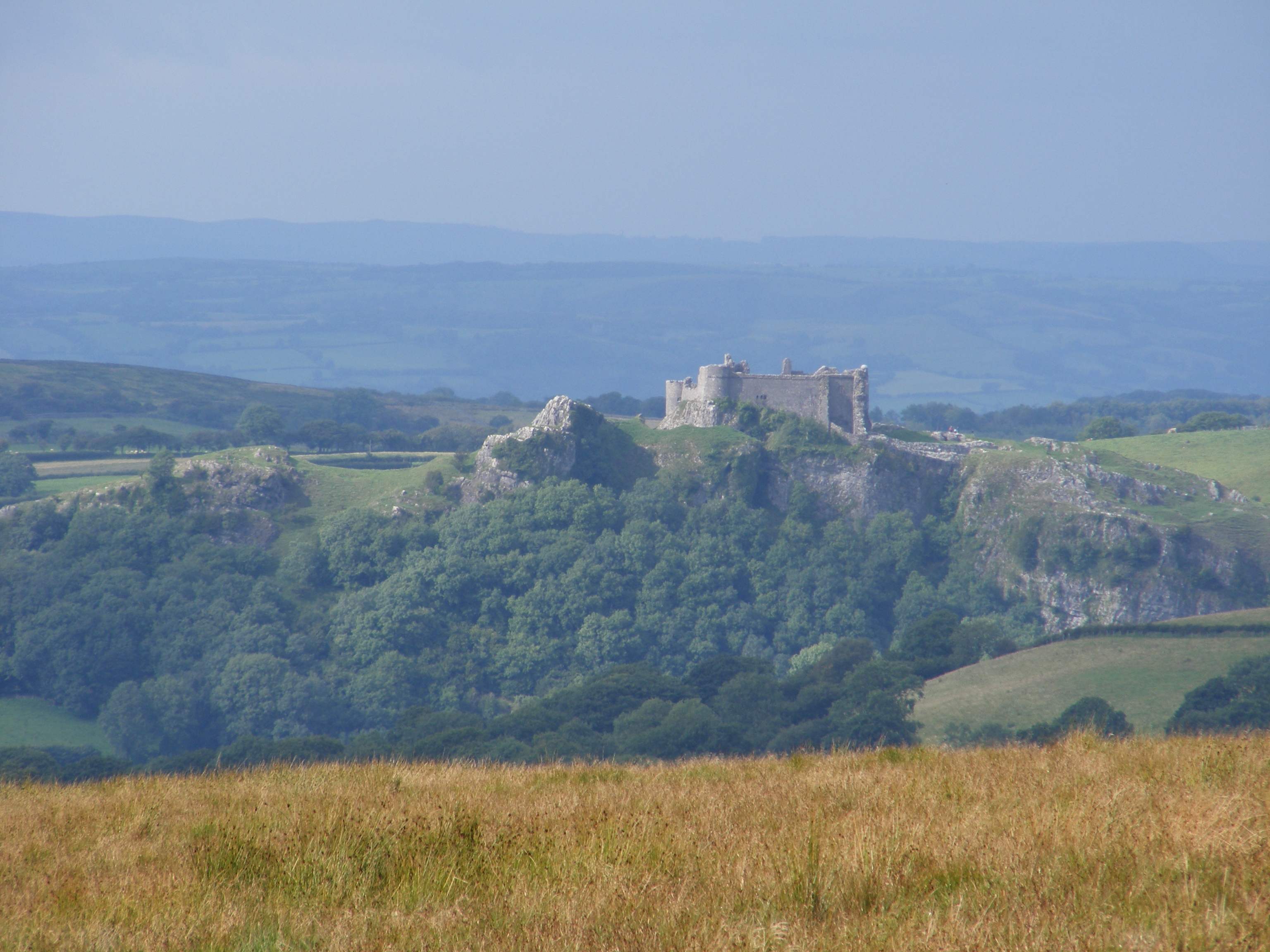
Carreg Cennen Castle

Cadw werd opgericht in 1984. Haar hoofdkwartier is in Parc Nantgarw, even ten noorden van Cardiff. Sinds de instelling in 1998 van een eigen parlement voor Wales, de National Assembly for Wales, maakt de organisatie deel uit van de regering van Wales, de Welsh Assembly Government.

## Werkgebied
Cadw beheert veel van de bekende Welshe kastelen, evenals andere monumenten zoals bisschoppelijke paleizen, landhuizen en kloosterruïnes. Cadw heeft deze niet in eigendom, maar is wel verantwoordelijk voor het onderhoud. Tevens zorgt de organisatie ervoor dat ze toegankelijk zijn voor het publiek. Andere taken van Cadw zijn het plaatsen van gebouwen op de monumentenlijst (listed building) en de bescherming van historische gebouwen en archeologische vindplaatsen.
Binnen het Verenigd Koninkrijk zijn vergelijkbare organisaties te vinden, namelijk English Heritage en Historic England in Engeland, Historic Environment Scotland in Schotland, Environment and Heritage Service in Noord-Ierland en Manx National Heritage op het eiland Man.